# لشت نشا
لَشتِ نِشا (به گیلکی: لٚشتٚ نشاٰ) یکی از شهرهای استان گیلان در شمال ایران است.
این شهر با جمعیت ۱۰٬۶۲۲ نفر (برآورد ۱۳۹۰خ) در بخش لشت نشا شهرستان رشت قرار دارد. بخش لشت نشا به مرکزیت این شهر دارای سه دهستان اصلی و بیش از پنجاه آبادی است. در این شهر می‌توان به یک دهستان معروف زیبا کنار و روستاهای معروف گفشه، خشک اسطلخ، لیچاه، فخر آباد، چونچنان، جلیدان، علی‌بزایه، اشاره کرد و همچنین دکل مخابراتی تلویزیونی با ارتفاع ۳۶۵ متر هم در این بخش و روستای خشک اسطلخ دهستان زیبا کنار وجود دارد.
مساحت بخش لشت نشا ۱۶۲ کیلومتر مربع و مساحت مرکز شهر لشت نشا ۵/۲۳ کیلومترمربع است.
بخش لشت نشا یکی از بخشهای حاصلخیز شهرستان رشت می‌باشد که ارتفاع آن از دریا ۱۸-الی متر است. توچاء در مرکز لشت نشا قرار دارد.
لشت نشا در ۲۵ کیلومتری شمال شرقی رشت قرار دارد. و ساحل زیبای زیباکنار، چنچنان، خشک اصطلخ جز این بخش هستند و دارای پست برق ۶۳ مگاواتی است که برق خشکبیجار را هم فراهم می‌کند
مردم لشت نشا گیلک هستند و به زبان گیلکی با گویش بیه‌پیش سخن می‌گویند. گفته می‌شود گویش اصلی زبان گیلکی مربوط به این شهر است و زبان گیلکی در لشت نشاء کمترین تغییر را در طول دوره‌های تاریخی داشته است.

## وجه تسمیه
داستانی فلکوریک و احتمالاً غیر تاریخی وجود دارد که در آن پادشاهی به نام مروان دستور داد هر زنی که خوشش آمد را به حرمسرای او ببرند. زنان گیلک از او دعوت کردند به شالیزار برود و حین نشای برنج، هر کسی را برگزید، با خود ببرد. مروان شاه پذیرفت و به نشا رفت ولی زنان با پرتاب گِل از او استقبال کردند و زیر خرواری از گل ماند. از آن زمان، شهر «لشت نشا» نام گرفت.

## گذری برتاریخ لشت نشاء
سرزمین لشت نشا از مناطق قدیمی گیلان است که سابقهٔ تاریخی آن را بنا به آثار باستانی خرابه‌های موجود در آن به قبل از اسلام می‌رسانند.
لشت نشا از نظر موقعیت جغرافیایی در منطقه بیه پس، یعنی در غرب گیلان (غرب سفیدرود)، قرار دارد، جزء اولین مناطقی بود که مذهب شیعه زیدی را پذیرفت و به همین علت بیش از دیگر مناطق صحنهٔ درگیری‌ها و پیکارهای خونبار و خونین بود.
در دورهٔ صفویان به دلیل مالیات‌های سنگین و فشارها و ستم گری‌ها، قیام‌های روستایی و مبارزات دهقانی در آن اوج گرفت، قیام روستایی امیر دو باج به سال ۹۷۸ ه’ ق و قیام روستایی به رهبری بوسعید میرچپک به سال ۱۰۰۲ ه’ ق، جنبش روستایی کارکیا علی حمزه در سال ۱۰۰۴ ه’ ق و قیام دهقانی به رهبری کالنجار سلطان معروف به عادلشاه و غریب شاه در زمان شاه صفی به سال ۱۰۳۸ ه’ ق نمونه‌های آن است. در سال ۱۰۲۱ ه’. ق به فرمان شاه عباس دو قبیلهٔ اژدرو چپک به سیلاخور کوچ داده شدند و اراضی لشت نشا جزئی از املاک سلطنتی قرار گرفت. این رویه تا عصر قاجار ادامه یافت.
اراضی لشت نشا به دستور فتحعلی شاه به عنوان تیول به یکی از خواجگان حرم شاهی به نام خسروخان داده شد. خسروخان بیشتر آبادی‌های لشت نشا را به قیمت نازل خریداری کرد. نایب الحکومهٔ لشت نشا حاجی کاظم خان شیروانی، که یک ارمنی تازه به اسلام گرویده بود، برای شکایت به پایتخت رفت، اما هنگام برگشت از تهران به قتل رسید. در سال ۱۲۳۴ ه’ ق علیه خسروخان شورشی به وجود آمد که به دستور شاه به تهران احضار و اموال او مصادره و اراضی لشت نشا خالصه اعلام گردید. مظفرالدین شاه املاک لشت نشا را برای تأمین مخارج مسافرت به اروپا به صدر اعظم خود میرزا علی خان امین الدوله فروخت و بعد از مدتی میرزا علی خان امین الدوله در هنگام خاسته گاری از خانوم فخر الدوله دختر مظفر الدین شاه برای پسرش محسن خان امین الدوله این ملک را به عنوان مهریه به صورت تیول به عروس خود بخشید. امین الدوله در لشت نشا دست به اقدامات عمرانی زیادی زد؛ اما در سال ۱۳۲۲ ه’ ق وفات یافت و در تکیهٔ بقعهٔ آقا سید محمدرضا به خاک سپرده شد، خاندان امین الدوله حدود صد سال اراضی لشت نشا را در دست داشتند و با قدرت تمام بر مردم حکومت کردند.
لشت نشا در هنگام انقلاب مشروطیت یکی از کانون‌های آزادی‌خواهی بود و جنبش دهقانی لشت نشا با فرقهٔ مجاهدین رشت، که آن را انجمن عامیون اجتماعیون نیز می‌گفتند، همچنین با انجمن ابوالفضل و با دو تن از رهبران این انجمن به نام‌های رحیم شیشه بر و سید جلال معروف به شهر آشوب ارتباط نزدیک داشت.
مردم لشت نشا در هنگام خیزش جنگل با میرزا کوچک خان رهبر نهضت ارتباط نزدیک داشت.

## مناطق گردشگری
- منطقه گردشگری زیباکنار
- بازار قدیمی لشت نشأ
- اقامتگاه بوم گردی سرای فخر
- بازار قدیمی و حمام تاریخی علی‌آباد، کاخ قطبی
- هتل بزرگ صدا و سیما
- مسجد جامع جورشر
- بقعه آقا سید محمد رضا بن موسی الکاظم با معماری ویژه
- بقعهٔ آقا سید عبدالله بن موسی الکاظم با نقاشی‌های دیواری قدیمی
- بقعهٔ آقا سید علی کیا بن موسی‌الکاظم
- بقعهٔ آقا سید محمد یمنی در لیچاه با نقاشی‌های دیواری
- سَل توچا
- ساحل زیبای سفیدرود
- ساحل زیبای دریای خزر
- دیدنیهای طبیعی جنگلی
- بازارهای هفتگی (شنبه و سه شنبه)

## مراکز آموزشی
- دانشگاه آزاد اسلامی واحد لشت نشاء زیبا کنار
- دانشگاه علوم و فنون دریایی امام خامنه ای[۴] نیروی دریایی سپاه پاسداران انقلاب اسلامی
- آموزشگاه زبان قائم

## مشاهیر
- حسین اصغری جیرنده یکی از بزرگ‌ترین نامهای به نام شهرستان لشت نشا می‌باشد که از شاعران معاصر این شهر می‌باشد
- علامه شیخ حسین لیجائی از فقای بزرگ، دارای ۸ حکم اجتهاد از فقهای عصر خود و مؤلف بسیاری از کتب حوزوی و شاعر به سه زبان: گیلکی، فارسی، عربی[۵]
- علامه سیف اله جعفرزاده گیلانی از علمای بزرگ این شهر و شاگرد علامه لیچایی،[۶] از شاگردان امام خمینی و آیت‌الله خوئی و از قضات تشکیل دهنده هسته اولیه قوه قضائیه
- اسماعیل مسعودی استاد بزرگ قناد گیلان و مبدئ نان خشک (سوغات لشت نشا)[۷]
- آیت‌الله سید عبدالله فاطمی (مدفون در قبرستان وادی السلام نجف اشرف)
- آیت‌الله زین العابدین عسکری لشت نشائی
- پروفسور محمدحسین مسعودی محقق در رشته شیمی آلی و کاشف داروی ایدز
- استاد فریدون پوررضا؛ خواننده و پژوهشگر عرصهٔ موسیقی فولکلور گیلان
- زنده یاد سید علی زیباکناری خواننده و فعال در عرصه موسیقی
- فرامرز دعایی خواننده مردمی گیلک زبان

## سوغات
- نان خشک[۸]
- بادام زمینی
- نان کشتا (خرفه نان)
- تختخی
- کلاچی (کلوچه) مئن پور
- سنگاسین
- شیر حلوا
- کاکا
- باقلوا
- دَلار (مخلوط چند گیاه)
- سبزی شامی (مخصوص لشت نشا)